# Osca 20
Der Osca 20, auch OSCA 20, oder O.S.C.A. 20 war ein Formel-2-Rennwagen der 1952 bei Officine Specializzata Costruzioni Automobili konstruiert und gebaut wurde.

## Entwicklungsgeschichte
Officine Specializzata Costruzioni Automobili wurde 1947 von den drei Maserati-Brüdern Ernesto, Ettore und Bindo gegründet, nachdem diese Maserati verkauft hatten. Die drei Brüder waren vor allem an der Entwicklung und Produktion von Sportwagen- und Rennsportwagen interessiert, der Bau von Monoposto-Fahrzeugen blieb spärlich. Eine der Ausnahmen war der Osca 20, der 1952 konstruiert wurde.
Der Osca 20 basierte auf dem Osca 4500G, dem Formel-1-Rennwagen des Jahres 1951. Da die Fahrerweltmeisterschaft 1952 nach dem technischen Reglement der Formel 2 ausgefahren wurde, musste so vieles am Fahrzeug adaptiert werden, dass dies einem kompletten Neubau gleichkam. Der 4500G hatte einen 4,5-Liter-V12-Motor, der so im Formel-2-Wagen keine Verwendung finden konnte. Der neue 2-Liter-V6-Motor zwang die Ingenieure von Osca zum Umbau der Fahrgestelle. Der neue Motor war kürzer und leichter, dies verkürzte den Radstand des bisherigen Fahrgestells erheblich. Auch die Frontpartie war schmäler als beim Vorgängermodell. Markantes Merkmal des Wagens waren die beiden tief angebrachten seitlichen Treibstofftanks, die dem Wagen mehr Stabilität geben sollten.

## Renngeschichte
Zwei Chassis des Osca 20 wurden hergestellt und da man bei OSCA selbst kein Interesse hatte die Rennfahrzeuge selbst einzusetzen, wurden diese verkauft. Eines erwarb er französische Rennfahrer Élie Bayol, das Zweite der Monegasse Louis Chiron. Bayol debütierte mit dem Auto 1952 beim Grand Prix du Comminges, einem Lauf zur französischen Formel-2-Meisterschaft, wo er nach dem sechsten Rang im Training, im Rennen disqualifiziert wurde. Schnell stellte sich heraus, dass der Wagen der Konkurrenz deutlich unterlegen war. Nur wenn Spitzenfahrzeuge wie der Ferrari 500 nicht bei einer Veranstaltung gemeldet waren, gab es annehmbare Ergebnisse. 1952 bestritt Bayol den Großen Preis von Italien, einen Lauf zur Fahrerweltmeisterschaft, musste im Rennen nach einem technischen Defekt jedoch aufgeben. Wenn die Fahrer den Osca 20 bis zur Zielankunft steuerten, endeten die Rennen meist mit mehreren Runden Rückstand auf den jeweiligen Sieger. Bayol und Chrion bestritten 1953 auch die Großen Preise von Frankreich und Italien ohne zählbaren Erfolg.
Den einzigen Rennsieg mit dem Osca 20 erzielte Bayol 1953 mit seinem Erfolg beim Grand Prix du Lac am Circuit du Lac.